# 服部良久
服部良久（はっとり よしひさ、1950年9月 - ）は、日本の歴史学者、西洋史研究者。京都大学名誉教授。専門はドイツ中世史。主として、領邦内の地域社会における、紛争とその解決およびコミュニケーションのあり方を研究対象とする。

## 来歴
三重県生まれ。1973年京都大学文学部史学科卒業、77年同大学院博士課程中途退学。1978年天理大学外国語学部講師に就任。1983年富山大学人文学部助教授、1990年京都大学文学部助教授を経て、1995年同教授。1996年より京都大学大学院文学研究科教授。
1998年、論文「ドイツ中世の領邦と貴族」にて博士（文学）の学位を取得。
2012～2013年度、文学研究科長および文学部長。2016年京都大学を定年退官し、同名誉教授となる。現在、立命館大学客員教員。

## 著書

### 単著
- 『ドイツ中世の領邦と貴族』創文社、1998年。ISBN　978-4-423-46045-0
- 『アルプスの農民紛争：中・近世の地域公共性と国家』京都大学学術出版会、2009年。ISBN　978-4-87698-761-0
- 『中世のコミュニケーションと秩序：紛争・平和・儀礼』京都大学学術出版会、2020年。ISBN　978-4-8140-0251-1

### 編著
- 『コミュニケーションから読む中近世ヨーロッパ史：紛争と秩序のタペストリー』ミネルヴァ書房、2015年。ISBN　978-4-623-07278-1

### 共編
- 江川温・服部良久『西欧中世史（中）：成長と飽和』ミネルヴァ書房<Minerva西洋史ライブラリー>、1995年。 ISBN　978-4-623-02521-3
- 服部良久・南川高志・山辺規子『大学で学ぶ西洋史 古代・中世』ミネルヴァ書房、2006年。ISBN　978-4-623-04592-1
- 服部良久・南川高志・小山哲・金澤周作『人文学への接近法：西洋史を学ぶ』京都大学学術出版会、2010年。ISBN　978-4-87698-948-5
- 藤木久志監修、服部良久・蔵持重裕編『紛争史の現在：日本とヨーロッパ』高志書院、2010年。ISBN　978-4-86215-084-4

### 翻訳
- ペーター・ブリックレ『ドイツの臣民：ひとつの異議申し立て― 平民・共同体・国家1300～1800年』ミネルヴァ書房、1990年。ISBN　978-4-623-02005-8
- 服部良久編訳『紛争のなかのヨーロッパ中世』京都大学学術出版会、2006年。ISBN　978-4-87698-684-2